# Gerhard Markwald
Gerhard Markwald (* 12. März 1925 in Heydebreck; † 20. März 1990) war ein deutscher Bildhauer.

## Leben und Werk
Markwald wurde nach dem Abschluss der Volksschule 1939 zum Reichsarbeitsdienst einberufen und nahm dann als Soldat der Wehrmacht am Zweiten Weltkrieg teil. Seine Familie kam in der Folge des Krieges aus Schlesien in die Sowjetische Besatzungszone, wohin Markwald nach der Entlassung aus der Gefangenschaft ebenfalls ging. Er arbeitete von 1946 bis 1959 als Maurer und studierte von 1950 bei Siegfried  Tschierschky an der Hochschule für Baukunst und Bildende Künste Weimar und anschließend bis 1953 bei Eugen Hoffmann an der Hochschule für Bildende Künste Dresden. Ab 1953 war er im Kreis Bitterfeld, wohl in Raguhn, als freischaffender Künstler tätig. Markwald schuf als Auftragswerke eine bedeutende Anzahl von Plastiken für den öffentlichen Raum, darunter Arbeiterdarstellungen im typischen Stil des Sozialistischen Realismus der 1950er/1960er Jahre, außer in Bitterfeld u. a. in Aschersleben, Berlin, Cottbus, Dresden, Dessau, Ilmenau und Wittenberg.
Neben seiner künstlerischen Arbeit leitete er ab 1954 den Plastik-Zirkel im VEB Filmfabrik Wolfen. Er war Mitglied des Verbands Bildender Künstler der DDR. Markwald verließ dann die DDR. Der Zeitpunkt konnte bisher nicht bestimmt werden. Dazu gibt es stark differierende Angaben.

## Ehrungen
- 1953: 2. Preis für Plastik der Internationalen Kunstausstellung der IV. Weltfestspiele der Jugend und Studenten in Bukarest (für Maurerpolier)[3]
- 1963: Kunstpreis des FDGB

## Weitere Werke (Auswahl)
- Frieden für unsere Äcker (um 1953, Vorarbeit für eine Plastikgruppe, Gips, Höhe 170 cm; auf der Dritten Deutsche Kunstausstellung)
- ABF-Studentin; auch Bauernstudentin (um 1960, Sandstein, Höhe 2,40 m; vor dem Haupteingang des Gebäudes der damaligen Arbeiter- und Bauernfakultät Dresden)[4]
- Chemiearbeiterin (1964; Bitterfeld-Wolfen, vor dem Rathaus in Wolfen)[5][6]
- Singende Kinder (um 1969; Dreiergruppe; Bitterfeld-Wolfen, OT Wolfen, Puschkinstr. 3)[7]
- Bergarbeiter (um 1960, Zweifigurengruppe; Betonguss; heute in Holzweißig)[8]
- Wandbild (1977–1978, mit Bernhard Franke; Keramikwandbild mit fünf Medaillons; Bitterfeld-Wolfen, OT Bitterfeld, Markt 1)[9]
- Brunnen (geschaffen 1968–1969, aufgestellt 1978, mit Bernhard Franke; Bitterfeld-Wolfen, OT Wolfen)[10]
- Brunnen (1987, mit Eberhard Rolle; Dreiergruppe auf Brunnensäule; Bitterfeld-Wolfen, OT Greppin, Lindenplatz)[11]

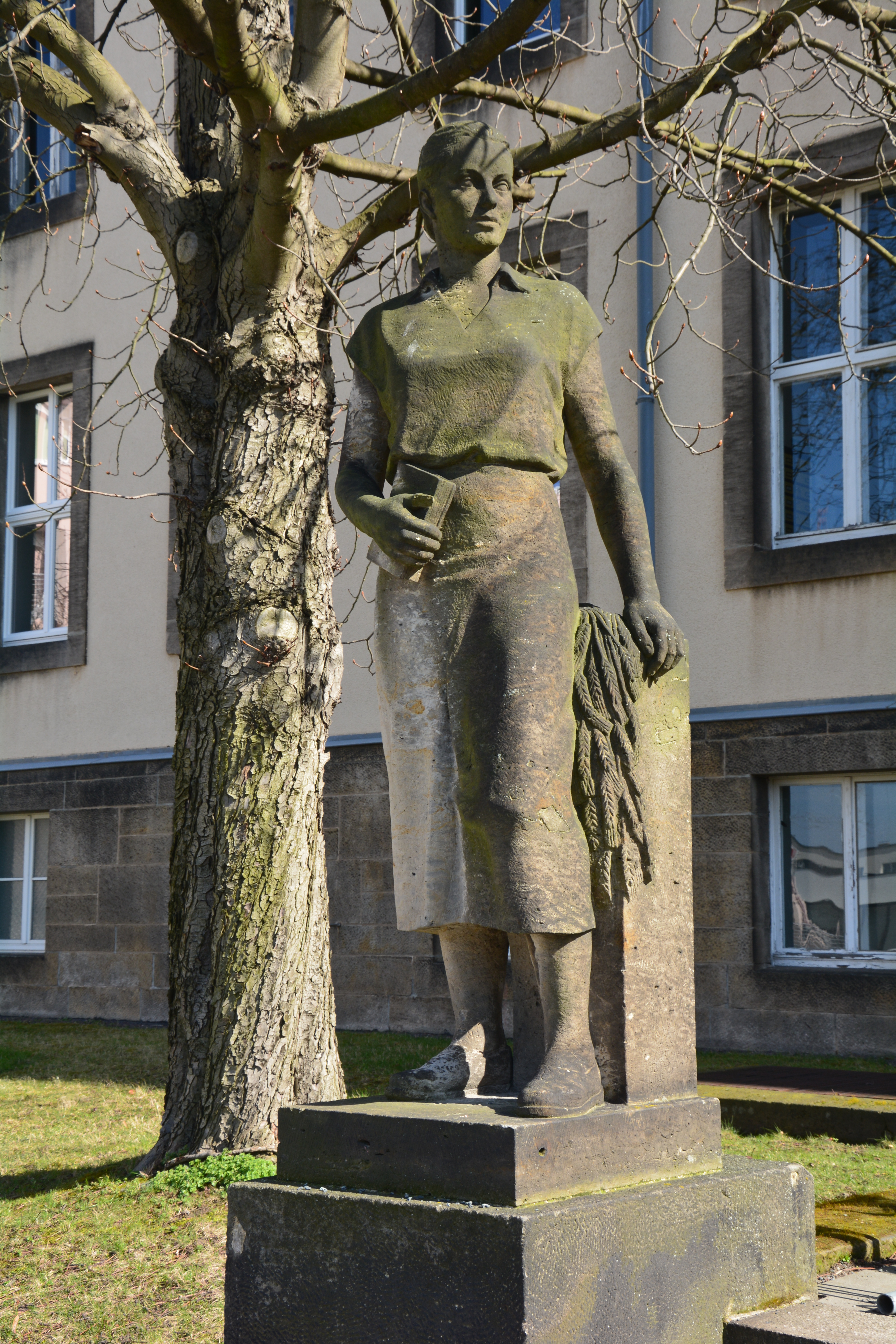
ABF-Studentin Dresden
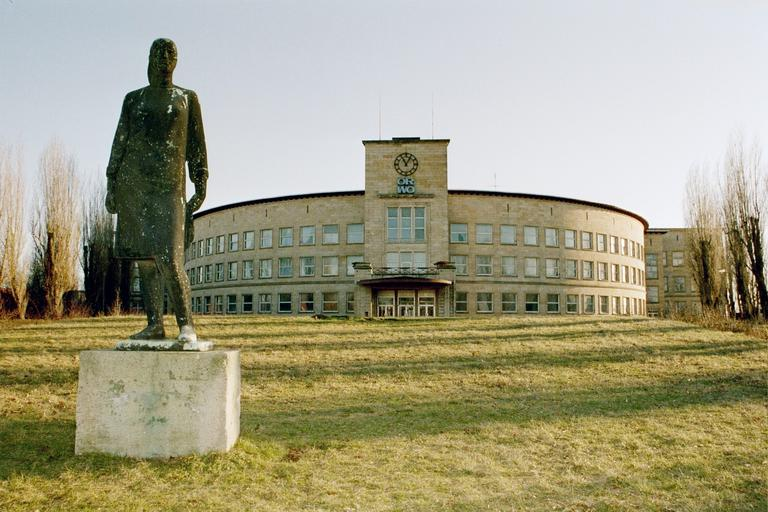
Chemiearbeiterin Wolfen
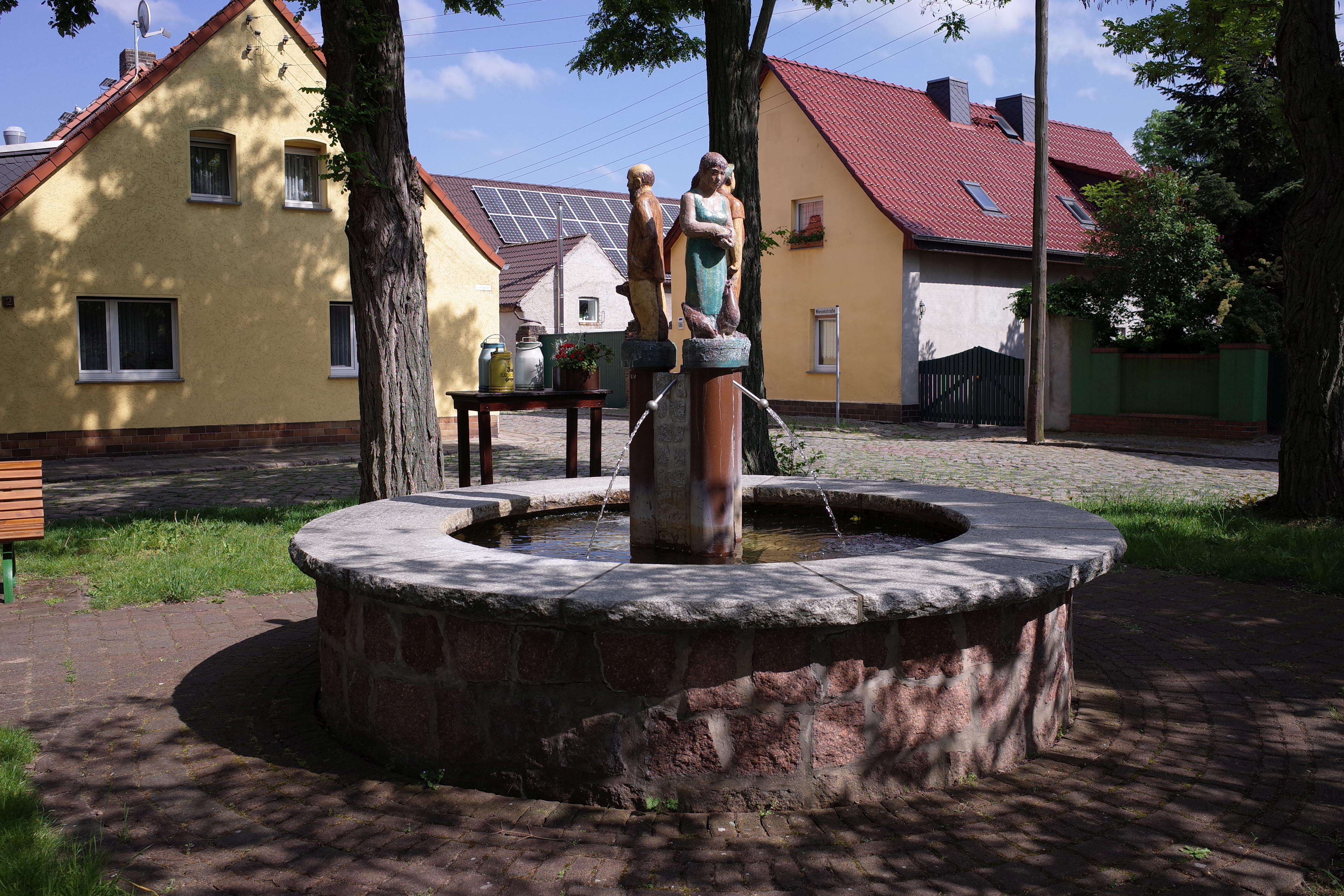
Brunnen Greppin
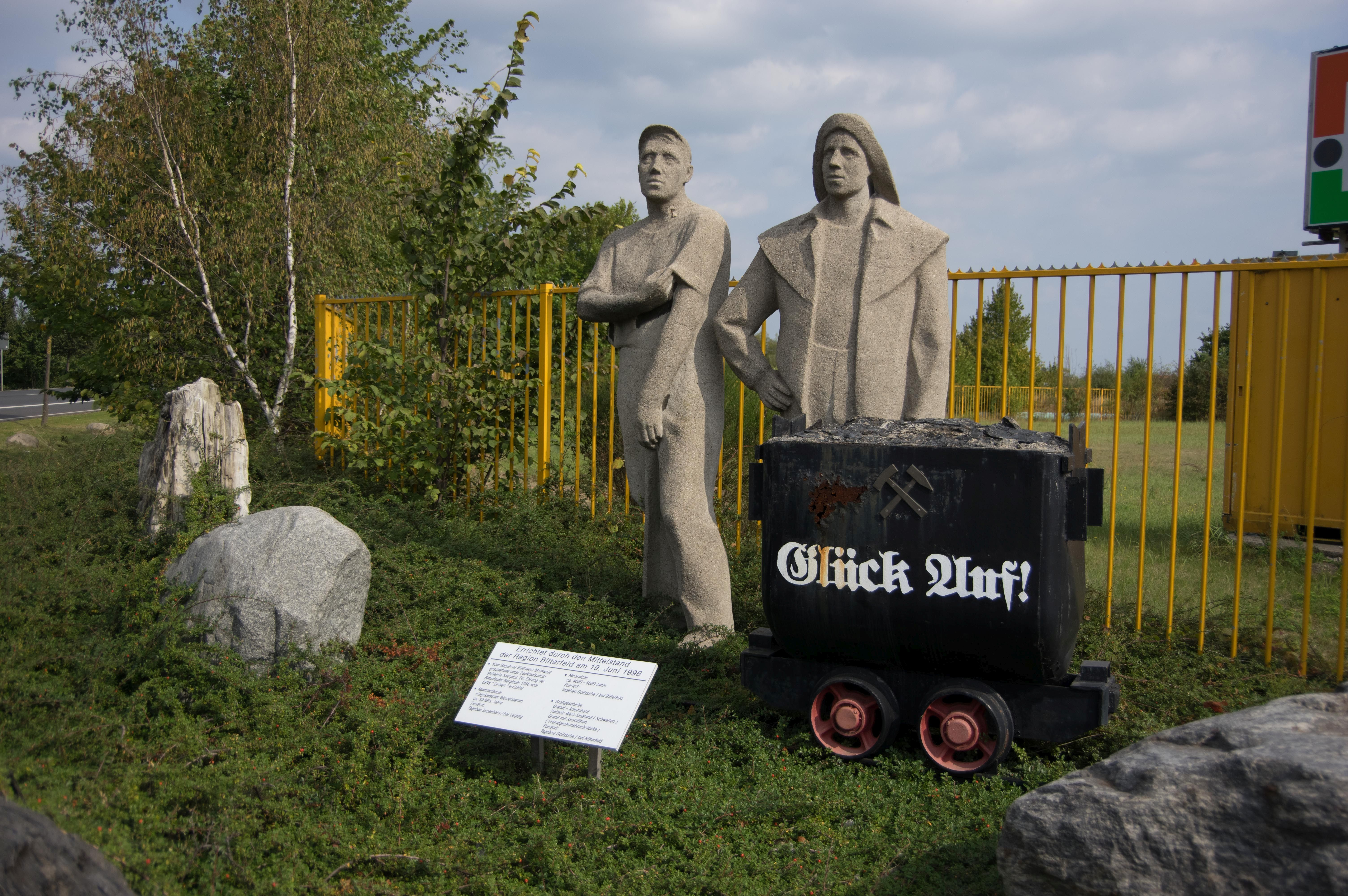
Bergarbeiter Holzweißig
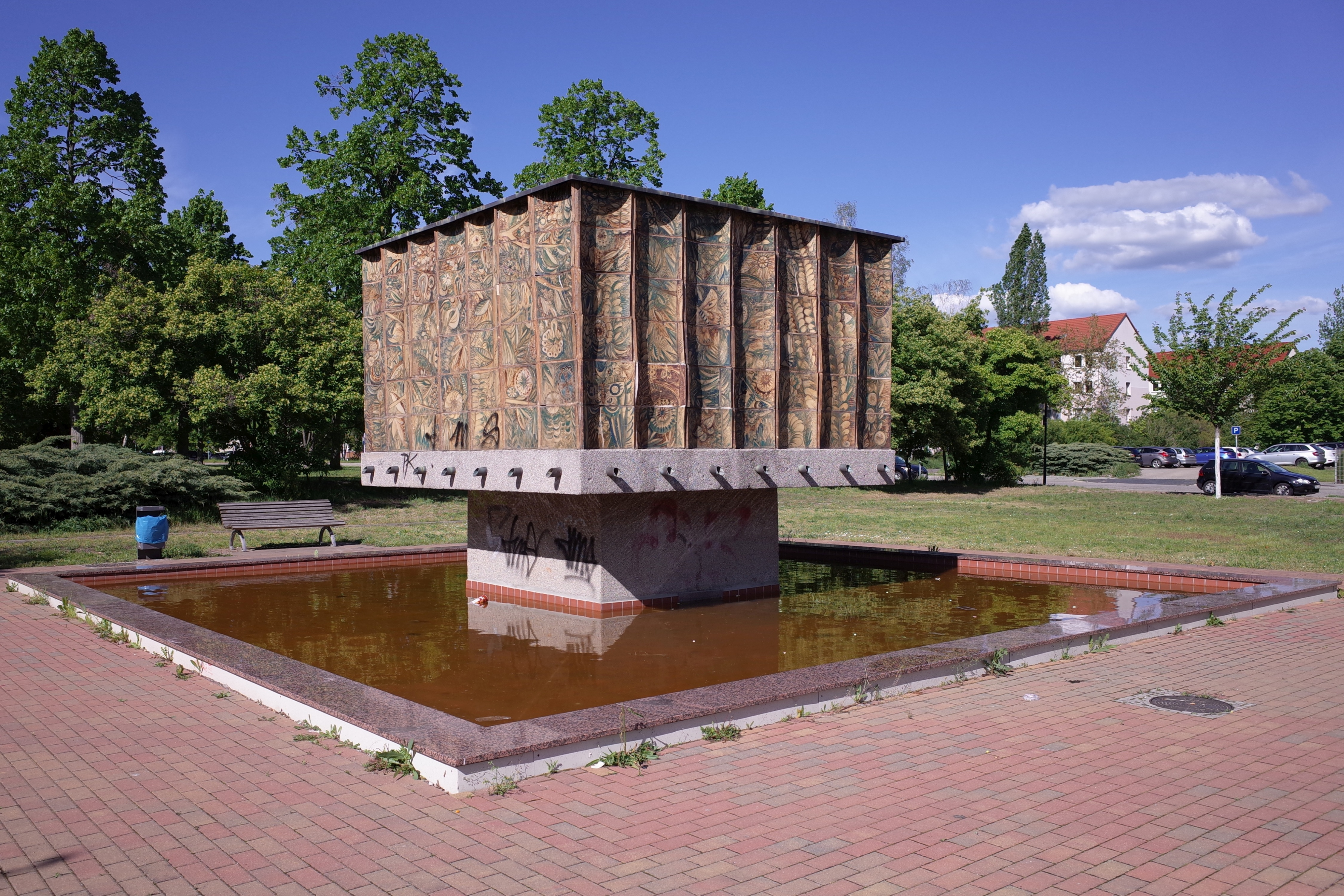
Brunnen Wolfen
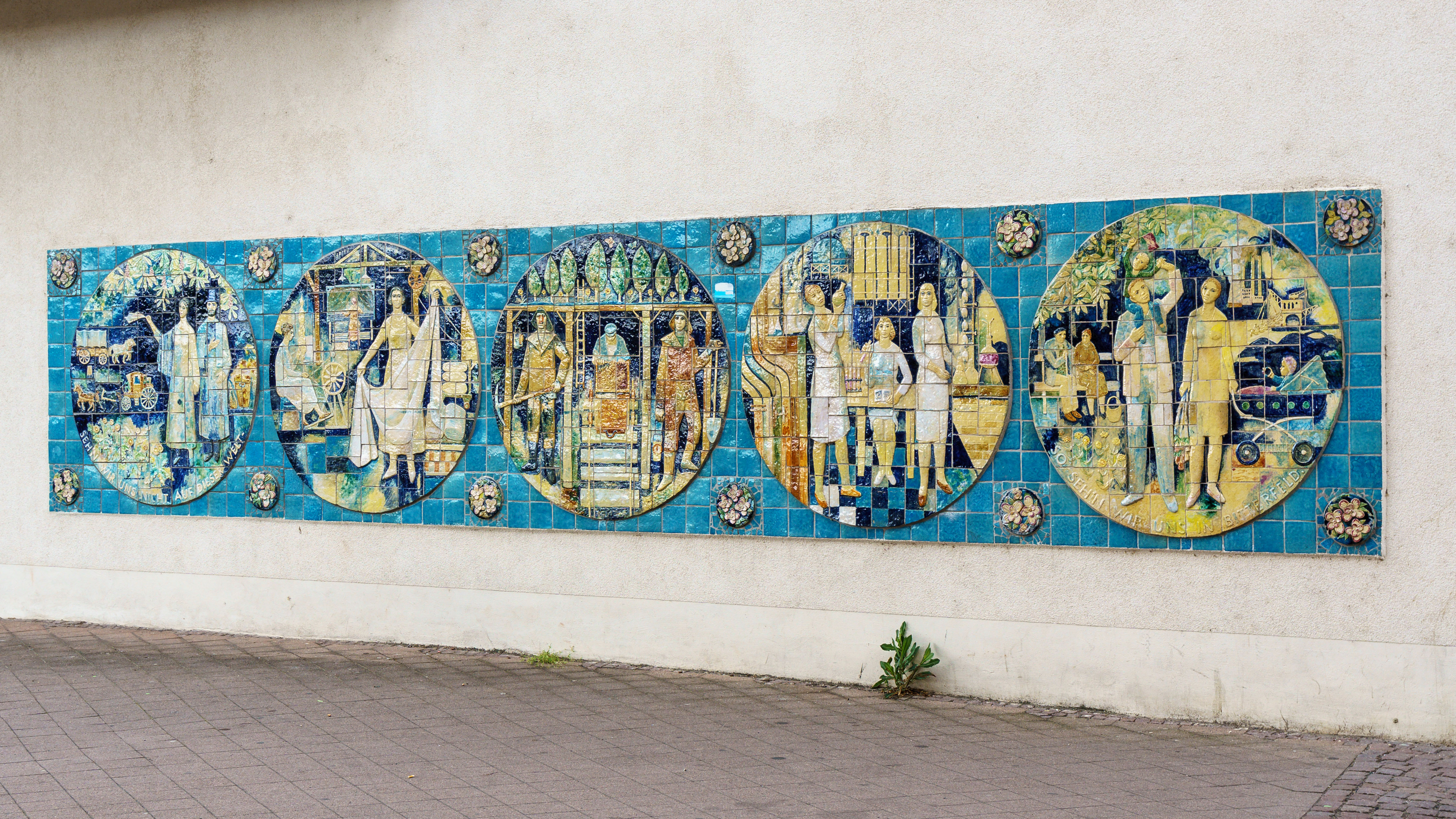
Wandbild Bitterfeld

## Teilnahme an zentralen und wichtigen regionalen Ausstellungen in der DDR
- 1953: Dresden, Dritte Deutsche Kunstausstellung
- 1965: Frankfurt/Oder, Rathaus („Kunstpreisträger des FDGB“)
- 1969: Halle, Bezirkskunstausstellung